# 卫理公会恩典堂 (圣奥古斯丁)
卫理公会恩典堂（Grace United Methodist Church）是一座历史悠久的教堂，位于美国佛罗里达州圣奥古斯丁，由美国实业家亨利·弗拉格勒 捐赠。它位于卡雷拉街（Carrera Street）8 号。它在一年之内建成（1886 年到 1887 年），1979年11月29日因其建筑意义和作为社区规划的例证，而列入美国国家史迹名录。

## 历史
亨利•弗拉格勒在他的第一家酒店庞塞德莱昂酒店（Ponce de León Hotel）的街对面，建造阿尔卡萨酒店（Hotel Alcazar），但该地点已被建于1884年的卫理公会橄榄山堂（Olivet Methodist Episcopal Church ）占据。 弗拉格勒向该堂提供了一块新的土地，并支付了新教堂的建设费用，他们接受了。弗拉格勒提供给他们的土地位于庞塞德莱昂酒店后面，在卡雷拉街和科尔多瓦街的西北角。教堂及其附属的牧师楼于1886年动工，次年竣工。1888年1月1日，新教堂举行第一次礼拜，改名为卫理公会恩典堂（Grace Methodist Episcopal Church），同月由会督威拉德•弗朗西斯•马拉利厄（Willard Francis Mallalieu）献堂。
教堂的建造总成本约为 85,000 美元。就像庞塞德莱昂酒店一样，该堂也是由纽约的卡雷尔和黑斯廷斯建筑师事务所的约翰•梅尔文•卡雷尔和托马斯•黑斯廷斯设计，由承包商 James A. McGuire 和 Joseph E. McDonald 承建。该堂是用浇注混凝土建造，当时是一种未充分利用的建筑材料和工艺，旨在以西班牙文艺复兴建筑风格来补足弗拉格勒在圣奥古斯丁的其他建筑。 混凝土还含有壳骨料和沙子，以承受佛罗里达沿海有时恶劣的物理环境。门上和教堂钟楼上出现红色西班牙瓷砖和陶瓦的设计，与西班牙文艺复兴风格一致。该堂像庞塞德莱昂酒店一样，也装饰着路易斯•康福特•蒂芙尼公司（Louis Comfort Tiffany）的花窗玻璃。
1947年，街对面的房子被买来作为教堂的牧师住宅，旧牧师住宅被改造成主日学和其他教会活动的教育建筑。室内大部分在 1950 年代后期进行了改造。 此时进行的一些更新包括整修墙壁和木制品，改造圣所和唱诗班席，重新布线和添加新灯具，安装供暖和空调系统，以及安装新的长椅。蒂芙尼花窗仍然存在。
2011 年，恩典堂与圣奥古斯丁的另一个卫理公会教堂基督堂（Christ Church）合并。